# Orden de la Sangre
Orden de la Sangre, oficialmente conocida como la Medalla en memoria  del 9 de noviembre de 1923 (en alemán: Medaille zur Erinnerung an den 9. November 1923) por el Putsch de Múnich. Fue una de las condecoraciones más prestigiosas del Partido Nazi. Instituida en marzo de 1934, la medalla es de plata maciza, en el anverso con una representación de un águila con una corona en sus garras con la fecha 9 Nov. dentro de la corona y la inscripción 1923-1933 München a la derecha. En el reverso lleva una imagen de la Feldherrnhalle en Múnich (donde fue el golpe que terminó en derrota), una esvástica y la inscripción: UND IHR HABT DOCH GESIEGT ("... y sin embargo ¡Triunfasteis!").
El Feldherrnhalle en Múnich.
Esta condecoración fue otorgada a los participantes en el golpe que se habían unido a la parte o uno de sus formaciones en enero de 1932. Todas las medallas fueron numeradas y la adjudicación se hizo con mucho cuidado. A diferencia de otras medallas, esta se usa en la parte derecha del pecho del uniforme. En mayo de 1938, ante la consternación de los participantes del golpe, la adjudicación se hizo extensiva a las personas que tenían tiempo en prisión por actividades nazis antes de 1933, recibió una sentencia de muerte que más tarde fue conmutada a cadena perpetua por actividades nazis antes de 1933, y haya sido gravemente herido en el servicio, antes de 1933. También podría ser otorgados a otras personas a la discreción de Adolf Hitler, el último beneficiario fue Reinhard Heydrich (póstumo). Si un titular de la medalla deja el partido, la medalla tendría que ser devuelta a este. Dos mujeres recibieron este premio (una por participar en el golpe y la otra por servicio excepcional póstuma). Dado el número de originales en marcha el golpe, el número de premios póstumos otorgados hasta 1938 (436), y los premios por servicios destacados daban un número total de 6000.